# Смуга перешкод (фільм)
«Смуга перешкод» («Полоса препятствий») — радянський художній фільм 1984 року, знятий режисером Михайлом Туманішвілі на кіностудії «Мосфільм».

## Сюжет
Щоб забезпечити собі життя, випускник суриківського училища талановитий художник Володимир Межиров після демобілізації влаштувався працювати у майстерню з ремонту порцеляни та кришталю. Поступово забуваючи про свої здібності й підштовхуваний людиною обізнаною в цих справах, він перетворюється на перекупника. антикварних речей і все сильніше поглинається жагою наживи. Володя вже не пам'ятає, що він художник…
Допомагає зупинитися на цьому шляху у прірву несподіваний приїзд старих армійських друзів.

## У ролях
- Олег Меньшиков — Володимир Межиров
- Римма Коростельова — Ніна, наречена Межирова, художниця
- Андрій М'ягков — Віктор Петрович Корабельников
- Зиновій Гердт — Михайло Сергійович, старий умілець у реставраційній майстерні
- Дмитро Набатов — Серьога, армійський друг
- Анатолій Демидов — Толя, армійський друг
- Андрій Смоляков — Женя
- Лариса Даниліна — Наталя Миколаївна, мати Межирова
- Сергій Маковецький — Льоха
- Віра Кузнецова — Ольга Іванівна
- Микита Прозоровський-Семенов — Едік
- Володимир Ільїн — прапорщик роти
- Ігор Бочкін — Осадчий, «дід»-старослужачий
- Римма Маркова — Єлизавета Павлівна Петрушина
- Ірина Азер — дружина Корабельникова
- Сергій Селезньов — Кирило
- Володимир Прохоров — курець
- Олександр Масляков — кореспондент
- Ольга Шликова — приятелька Льохи
- Микола Погодін — водій швидкої допомоги
- Олександра Терьохіна — сусідка
- Алевтина Рум'янцева — офіціантка
- Олександр Кудінов — замовник
- Джемал Ніорадзе — епізод
- Любов Омельченко — Марина, мистецтвознавець
- Гліб Плаксін — Владислав Миколайович
- Юрій Беркун — епізод
- Сергій Макаров — отець Данило

## Знімальна група
- Режисер — Михайло Туманішвілі
- Сценарист — Володимир Кунін
- Оператор — Борис Бондаренко
- Художники — Павло Сафонов, Ніна Крючкова